# Liste des sites Ramsar en Guinée
Cet article recense les zones humides de Guinée concernées par la convention de Ramsar.

## Statistiques
La convention de Ramsar est entrée en vigueur en Guinée le 18 mars 1993.
En janvier 2020, le pays compte 16 sites Ramsar, couvrant une superficie de 90 654,46 km2.

## Liste
| Site               | Région                | Notes | Date             | Superficie (km²) | Altitude (m) | Identifiant Ramsar | Identifiant WDPA | Coordonnées                         | Photo |
| ------------------ | --------------------- | ----- | ---------------- | ---------------- | ------------ | ------------------ | ---------------- | ----------------------------------- | ----- |
| Île Alcatraz       | Boké                  |       | 18 novembre 1992 | 0,01             | 8            | 571                | 67983            | 10° 37′ 59″ nord, 15° 22′ 59″ ouest |       |
| Îles Tristao       | Boké                  |       | 18 novembre 1992 | 850,00           | 0 - 5        | 572                | 67984            | 10° 55′ 01″ nord, 15° 00′ 00″ ouest |       |
| Rio Kapatchez      | Boké                  |       | 18 novembre 1992 | 6 792,80         | 0 - 5        | 573                | 67985            | 10° 45′ 29″ nord, 14° 15′ 22″ ouest |       |
| Rio Pongo          | Boké                  |       | 18 novembre 1992 | 6 005,71         | 0 - 5        | 574                | 67986            | 10° 31′ 41″ nord, 13° 44′ 24″ ouest |       |
| Konkouré           | Boké, Kindia, Conakry |       | 18 novembre 1992 | 900,00           | 0 - 5        | 575                | 67987            | 9° 45′ 00″ nord, 13° 40′ 59″ ouest  |       |
| Île Blanche        | Conakry               |       | 23 juin 1993     | 0,10             | 23           | 618                | 67988            | 9° 25′ 59″ nord, 13° 46′ 01″ ouest  |       |
| Niger-Mafou        | Faranah               |       | 17 janvier 2002  | 10 154,50        | 350          | 1163               | 900689           | 9° 52′ 59″ nord, 10° 37′ 01″ ouest  |       |
| Niger-Niandan-Milo | Kankan                |       | 17 janvier 2002  | 13 990,4623      | 370          | 1164               | 900690           | 10° 24′ 36″ nord, 9° 26′ 56″ ouest  |       |
| Niger Source       | Faranah               |       | 17 janvier 2002  | 1 804,00         | 375          | 1165               | 900794           | 9° 19′ 59″ nord, 10° 40′ 01″ ouest  |       |
| Niger-Tinkisso     | Kankan                |       | 17 janvier 2002  | 4 006,00         | 352          | 1166               | 900692           | 11° 19′ 59″ nord, 9° 15′ 00″ ouest  |       |
| Sankarani-Fié      | Kankan                |       | 17 janvier 2002  | 16 560,00        | 350          | 1167               | 900693           | 10° 19′ 52″ nord, 8° 32′ 56″ ouest  |       |
| Tinkisso           | Kankan                |       | 17 janvier 2002  | 12 289,9532      | 375          | 1168               | 900694           | 11° 02′ 24″ nord, 10° 39′ 07″ ouest |       |
| Gambie-Koulountou  | Boké                  |       | 14 novembre 2005 | 3 681,9284       | 500          | 1578               | 902831           | 12° 21′ 07″ nord, 13° 02′ 46″ ouest |       |
| Gambie-Falémé      | Labé                  |       | 14 novembre 2005 | 5 274,00         | 500          | 1579               | 902832           | 11° 33′ nord, 12° 18′ ouest         |       |
| Bafing-Falémé      | Labé                  |       | 16 octobre 2007  | 5 173,00         |              | 1719               | 903066           | 12° 00′ nord, 11° 30′ ouest         |       |
| Bafing-Source      | Mamou                 |       | 16 octobre 2007  | 3 172,00         |              | 1720               | 903067           | 10° 28′ 01″ nord, 11° 55′ 59″ ouest |       |